# Vol. 4
Vol. 4 je čtvrté studiové album skupiny Black Sabbath vydané      v září 1972, které bylo produkované Black Sabbath a Patrick Meehan. Přesto většinu samotné produkce provedl Tony Iommi.
Bylo to první album, které jsi kapela produkovala sama. Toto album je nesoucí se v duchu předchozích tří alb, ale nově s akustikou a zvukovými efekty. Skladby FX a Laguna Sunrise jsou pouze instrumentální na rozdíl od zbytku skladeb na této desce.
Skupina jakoby „vyzrála“ a ukazuje na tomto albu, jak daleko se za ty dva roky od vydání prvního alba Black Sabbath dostala a jak pokročila ve svém hudebním vývoji. Nemyslí se tím, že by radikálně změnila styl své hudby, ale že dále pokročila ve svém rozvíjení typického „sabbatovského“ pojetí skladeb.
Během nahrávání sužovaly problémy kvůli zneužívání návykových látek. Do studia si skupina pravidelně nechávala dodávat reproduktory a krabice pracích prášků plné kokainu. Bill Ward uvedl, že například 2 dny nahrávali bez spánku díky drogám.
Už před nahráváním svého čtvrtého alba, které se původně mělo jmenovat podle kokainového songu "Snowblind", skupina prohlašovala, že jejich novinka bude hudebně různorodější a svůj slib dodržela. Nalezneme zde jak tvrdou „klasiku“ v podobě písní "Supernaut", "Cornucopia" nebo "Under The Sun", tak osmiminutovou progresivní kompozici "Wheels of Confusion". Instrumentálka "Laguna Sunrise" a balada "Changes" zase odhalují dosud skrývanou lyrickou stránku kapely. „Čtyřkou“ začali Black Sabbath také hudebně více experimentovat. Ve skladbě "Changes" vůbec poprvé použili syntezátor a Butler v ní hraje na mellotron, "Laguna Sunrise" byla doplněna smyčci. LP Vol. 4 je nenápadné, na skladby však velice silné řadové album.
Ward se potýkal s nahráváním skladby "Cornucopia", protože se obával, že ho brzy vyhodí. Ward uvedl: „Nesnášel jsem tu píseň, měla v sobě několik hrozných emocí. Nakonec se mi to povedlo, ale reakce všech byla chladná. Bylo to něco jako 'No, prostě běž domů, teď už nejsi k ničemu.‘ Cítil jsem se, jako bych to zpackal a skoro mě vyhodí.“
Na obálce alba zezadu je Ozzy Osbourne stojící u mikrofonu v roláku, který má na rukávech dlouhé, rádoby kovbojské třásně, a zepředu je Ozzy v podobné, ne-li stejné pozici, ale jen jako žlutý vyplněný obrys na černém pozadí. 
Na zadní straně alba je napsaný "We wish to thank the great COKE-Cola Company of Los Angeles." (česky přeloženo „Chceme poděkovat skvělé společnosti COKE-Cola Company z Los Angeles“), což znamenalo poděkování drogovým dealerům s kokainem.

## Seznam skladeb
Autory skladeb jsou Ozzy Osbourne, Tony Iommi, Geezer Butler a Bill Ward.
| Pořadí | Název                                  | Délka |
| ------ | -------------------------------------- | ----- |
| 1.     | Wheels of Confusion/The Straightener   | 8:14  |
| 2.     | Tomorrow's Dream                       | 3:12  |
| 3.     | Changes                                | 4:43  |
| 4.     | FX (instrumentální)                    | 1:43  |
| 5.     | Supernaut                              | 4:45  |
| 6.     | Snowblind                              | 5:30  |
| 7.     | Cornucopia                             | 3:55  |
| 8.     | Laguna Sunrise (instrumentální)        | 2:52  |
| 9.     | St. Vitus Dance                        | 2:27  |
| 10.    | Under the Sun/Every Day Comes and Goes | 5:52  |

## Sestava
1. Ozzy Osbourne – zpěv
2. Tony Iommi – kytara, mellotron, piáno
3. Geezer Butler – baskytara
4. Bill Ward – bicí